# Stanisław Dawid Hilchen
Stanisław Dawid Hilchen herbu Jelita – podkomorzy parnawski w latach 1652-1655, podczaszy wendeński w latach 1649-1652.
Poseł na sejm nadzwyczajny 1652 roku.